# Larry Evans
Larry Melvyn Evans (New York, 23 marzo 1932 – Reno, 15 novembre 2010) è stato uno scacchista e giornalista statunitense, Grande maestro.
Da ragazzino era solito giocare a scacchi coi passanti sulla 42ª strada di New York per 10 centesimi all'ora. A 15 anni vinse il campionato del Marshall Chess Club, il più giovane vincitore fino a quel momento. Nello stesso anno arrivò secondo nel campionato americano juniores. A 16 anni partecipò al suo primo campionato americano, classificandosi ottavo. L'anno successivo vinse alla pari con Arthur Bisguier il campionato americano juniores.
Nel 1950 vinse all'età di 18 anni il campionato dello stato di New York e partecipò alle olimpiadi di Dubrovnik 1950, vincendo col risultato di +8 =2 la medaglia d'oro in sesta scacchiera (alla pari con lo jugoslavo Rabar). Partecipò in seguito ad altre sette olimpiadi, vincendo in tutto cinque medaglie, tra cui un oro di squadra alle olimpiadi di Haifa 1976.
Nel 1951 vinse il suo primo campionato americano, davanti a Samuel Reshevsky. Vincerà poi altre quattro volte il campionato americano, l'ultima volta nel 1980.
Nel 1957 la FIDE gli riconobbe il titolo di Grande Maestro.
Tra i migliori risultati di torneo i seguenti:
- 1950 : 4º al torneo di Hastings
- 1956 : 1º al campionato canadese open di Montréal
- 1966 : 1º al campionato canadese open di Kingston
- 1967 : 2º-3º a Venezia alla pari con Tigran Petrosian, dietro a Jan Donner
- 1971 : vince il primo torneo di Lone Pine
- 1975 : 1º-2º al torneo di Portimão in Portogallo

Partecipò al torneo interzonale di Amsterdam 1964, classificandosi però solo quattordicesimo.
Fece da secondo a Bobby Fischer negli incontri dei candidati che condussero al campionato del mondo del 1972, ma non nella finale con Spassky, per la quale Fischer scelse William Lombardy in seguito a disaccordi con Evans.
Oltre che come giocatore Evans fu molto attivo come giornalista scacchistico e autore di libri scacchi. Già prima dei diciotto anni pubblicò David Bronstein's Best Games of Chess, 1944-1949 e Vienna International Tournament 1922.
Tra gli altri libri i seguenti:
- New Ideas in Chess, Pitman, 1958 (ripubblicato da Dover nel 1984)
- Modern Chess Openings (10th edition, revised by Larry Evans, edited by Walter Korn), Pitman 1965
- Modern Chess Brilliancies , Fireside (Simon and Schuster), 1970
- Evans on Chess, Cornerstone Library, 1974
- What's the Best Move?, 1995
- The 10 Most Common Chess Mistakes , 1998
- How Good Is Your Chess?, 2004
- This Crazy World of Chess, Cardoza Publishing, 2007